# Šag
Šag est un village de la municipalité de Valpovo (Comitat d'Osijek-Baranja) en Croatie. Au recensement de 2011, la ville comptait 429 habitants.